# Илија Дрпић Божовић
Илија Дрпић Божовић био је познати борац у ратовима Црне Горе са Турцима и јунак Невесињске пушке. Био је предводник првих досељеника из Горње Мораче и Ускока. Код њега је, вероватно 1897. године, илегално боравио кнез Петар Карађорђевић, под именом Петар Мркоњић. Са горњојабланичким првацима два пута се састајао са краљем Миланом Обреновићем у вези са статусом насељеника. Умро је 1913. године у Лесковцу.
Остало је у памћењу старије генерације људи из Гајтана да је Илија Божовић Дрпић 1904. године, поводом ступања на престо, краљу Петру Карађорђевићу отерао на поклон коња „зекана”.